# Morbid Records
Morbid Records bylo německé hudební vydavatelství se sídlem v Drebkau (od roku 2006 v Chotěbuzi). Specializovalo se na death metalovou a grindcoreovou hudbu.
Mezi známé kapely tohoto vydavatelství patřily mj. Agathocles (Belgie), Krabathor (ČR), Hypnos (ČR) a Haemorrhage (Španělsko).
Na vydaných nahrávkách používalo katalogové číslo se zkratkou MR.

## Seznam kapel
Seznam vybraných kapel, které měly s firmou Morbid Records smlouvu.
- Agathocles (Belgie)
- Blood (Německo)
- Clotted Symmetric Sexual Organ (Japonsko)[1]
- Dead Infection (Polsko)
- Death Reality
- Disgrace (Finsko)[1]
- Dying Fetus (USA)
- Eternal Dirge
- Haemorrhage (Španělsko)
- Harmony Dies
- Hypnos (Česko)
- Impetigo
- Krabathor (Česko)
- Lividity (USA)
- Mainpoint
- Mangled Torsos (Německo)
- Manos
- Mucupurulent
- Nyctophobic (Německo)[2]
- Obscenity (Německo)[2]
- Postmortem
- Prostitute Disfigurement (Nizozemsko)
- Rot (Brazílie)
- Salem (Izrael)
- Spawn (Německo)
- Voice of Destruction (Jihoafrická republika)[1]